# وارن بارنز
وارن بارنز (مواليد 6 مايو 1985) هو سبّاح كندي، مثّل بلاده في الألعاب الأمريكية 2011.

## روابط خارجية
وارن بارنز على موقع الاتحاد الدولي للسباحة (الإنجليزية)
- وارن بارنز على موقع SwimRankings.net (الإنجليزية)
- وارن بارنز على موقع اللجنة الأولمبية الدولية (الإنجليزية)
- وارن بارنز على موقع اللجنة الأولمبية الكندية (الإنجليزية)